# 肖槿属
肖槿属（学名：Thespesia）是锦葵科下的一个属，为灌木或乔木植物。该属共有10种，分布于热带亚洲和非洲。
属名Thespesia源于希腊语thespesios，意为“神圣的”。